# Brian Honour
Brian Honour (sinh ngày 16 tháng 2 năm 1964) là một cựu cầu thủ bóng đá người Anh thi đấu ở Football League cho Darlington và Hartlepool United. Ông cũng từng là huấn luyện viên chung của Hartlepool cùng với Paul Baker năm 1999 và sau đó thành lập trường huấn luyện riêng.